# Cercospora
Cercospora is een geslacht van schimmels dat behoort tot familie Mycosphaerellaceae. De typesoort is Cercospora apii.Van de meeste soorten is geen seksueel stadium bekend, en wanneer het seksuele stadium wordt geïdentificeerd, behoort het tot het geslacht Mycosphaerella. De meeste soorten van dit geslacht veroorzaken plantenziekten en vormen bladvlekken. Het is een relatief goed bestudeerd geslacht van schimmels, maar er zijn talloze soorten die nog niet zijn beschreven, en er valt nog veel te leren over de bekendste leden van het geslacht.
Het heeft een kosmopolitische distributie over de hele wereld.

## Soorten
Volgens Index Fungorum telt het geslacht 754 soorten (peildatum april 2024):
| Soortnaam                             | Auteur(s)                                                   | Publicatiejaar |
| ------------------------------------- | ----------------------------------------------------------- | -------------- |
| Cercospora abacopteridis              | J.M. Yen & Lim                                              | 1973           |
| Cercospora abacula                    | Munt.-Cvetk.                                                | 1960           |
| Cercospora acaciae-mangii             | Crous, Pongpan. & M.J. Wingf.                               | 2004           |
| Cercospora acalyphae                  | Peck                                                        | 1883           |
| Cercospora acanthacearum              | Govindu & Thirum.                                           | 1954           |
| Cercospora acerigena                  | U. Braun & Crous                                            | 2003           |
| Cercospora achilleae                  | (Jaap) U. Braun                                             | 1993           |
| Cercospora actinidiae                 | X.J. Liu & Y.L. Guo                                         | 1987           |
| Cercospora adeniae                    | J.M. Yen & Gilles                                           | 1975           |
| Cercospora adenostemmatis             | Togashi & Katsuki                                           | 1952           |
| Cercospora adhatodae                  | S. Chowdhury                                                | 1955           |
| Cercospora adianticola                | R.K. Srivast., A.K. Srivast. & Kamal                        | 1995           |
| Cercospora adiantigena                | U. Braun & Crous                                            | 2003           |
| Cercospora adiniana                   | R.K. Srivast., S. Narayan & A.K. Srivast.                   | 1994           |
| Cercospora aecidiicola                | Rao & M.A. Salam                                            | 1960           |
| Cercospora aegles-marmelos            | R.S. Mathur, L.S. Chauhan & S.C. Verma                      | 1965           |
| Cercospora aeruae                     | R.K. Srivast., Narayan & N. Kumari                          | 2001           |
| Cercospora aervae-lanatae             | Raghu Ram & Mallaiah                                        | 1996           |
| Cercospora agavicola                  | Ayala-Escobar                                               | 2005           |
| Cercospora ageraticola                | Goh & W.H. Hsieh                                            | 1989           |
| Cercospora agerati-conyzoidis         | Bagyan., Jagad. & U. Braun                                  | 1991           |
| Cercospora alangii                    | M. Mandal                                                   | 1978           |
| Cercospora albicans                   | (Ellis & Everh.) U. Braun                                   | 1995           |
| Cercospora albiziae                   | A.K. Kar & M. Mandal                                        | 1969           |
| Cercospora albiziicola                | Narayan, Kharwar & R.K. Singh                               | 2001           |
| Cercospora alchemillicola             | U. Braun & C.F. Hill                                        | 2002           |
| Cercospora alismaticola               | Z.D. Jiang & P.K. Chi                                       | 1994           |
| Cercospora alocasiae                  | Sawada ex Goh & W.H. Hsieh                                  | 1987           |
| Cercospora alphitoniae                | B. Huguenin                                                 | 1966           |
| Cercospora alpiniae-katsumadae        | S.Q. Chen & P.K. Chi                                        | 1990           |
| Cercospora alpiniicola                | S.Q. Chen & P.K. Chi                                        | 1990           |
| Cercospora alpiniigena                | To-anun, Meeboon & Hidayat                                  | 2014           |
| Cercospora alstoniae                  | Tak. Kobay. & E.D. Guzmán                                   | 1988           |
| Cercospora althaeicola                | J.M. Yen & S.K. Sun                                         | 1983           |
| Cercospora althaeina                  | Sacc.                                                       | 1878           |
| Cercospora alysicarpi                 | Munjal, Lall & Chona                                        | 1960           |
| Cercospora alyssopsidis               | M. Bakhsi, Zare & Crous                                     | 2022           |
| Cercospora amaryllidicola             | R.C. Rajak                                                  | 1980           |
| Cercospora amberboae                  | Narain & B.S. Mehrotra                                      | 1971           |
| Cercospora americana                  | Vaghefi, S.J. Pethybridge & R.G. Shivas                     | 2021           |
| Cercospora amorphophallicola          | U. Braun                                                    | 2001           |
| Cercospora amphicarpaeae              | Togashi & Katsuki                                           | 1952           |
| Cercospora anagallidis                | M.S. Patil                                                  | 1979           |
| Cercospora anaphalidis                | Munjal, Lall & Chona                                        | 1962           |
| Cercospora anchomanes                 | J.M. Yen & Gilles                                           | 1970           |
| Cercospora anchomanicola              | J.M. Yen & Gilles                                           | 1975           |
| Cercospora andrographidicola          | S.Q. Chen & P.K. Chi                                        | 1990           |
| Cercospora andrographidis             | Thirum. & Govindu                                           | 1953           |
| Cercospora angiopteridis              | Boedijn                                                     | 1962           |
| Cercospora anisochilicola             | G.P. Agarwal                                                | 1962           |
| Cercospora annamalaiensis             | Rangaswami & Chandras.                                      | 1961           |
| Cercospora antirrhini                 | A.S. Mull. & Chupp                                          | 1950           |
| Cercospora apii                       | (Fuckel) Fresen.                                            | 1863           |
| Cercospora apiicola                   | M. Groenew., Crous & U. Braun                               | 2006           |
| Cercospora apios                      | Goh & W.H. Hsieh                                            | 1989           |
| Cercospora aponogetonicola            | Pavgi & L. Singh                                            | 1977           |
| Cercospora aracearum                  | Firdousi, A.N. Rai & K.M. Vyas                              | 1991           |
| Cercospora arachidicola               | Hori                                                        | 1917           |
| Cercospora aragonensis                | Durrieu                                                     | 1964           |
| Cercospora ardisiae                   | C.C. Chen                                                   | 1968           |
| Cercospora arecacearum                | Hidayat & Meeboon                                           | 2009           |
| Cercospora ariminensis                | Cavara                                                      | 1899           |
| Cercospora aristidae                  | Chupp                                                       | 1954           |
| Cercospora aristolochiae-contortae    | H.D. Shin & U. Braun                                        | 1996           |
| Cercospora armoraciae                 | Sacc.                                                       | 1876           |
| Cercospora arracacina                 | Chupp                                                       | 1954           |
| Cercospora artemisiae                 | Y.L. Guo & Y. Jiang                                         | 2000           |
| Cercospora arthraxonis                | M.S. Patil & Sawant                                         | 1991           |
| Cercospora asclepiadicola             | Chupp                                                       | 1954           |
| Cercospora asiatica                   | R.K. Dubey, A.N. Rai, N.K. Verma & R.S. Thakur              | 2011           |
| Cercospora asparagi                   | Sacc.                                                       | 1877           |
| Cercospora asparagicola               | (Speg.) Vassiljevsky                                        | 1937           |
| Cercospora aspera                     | Pavgi & U.P. Singh                                          | 1964           |
| Cercospora asperuginis                | Annal.                                                      | 1978           |
| Cercospora aspidospermatis            | Bat. & Peres                                                | 1960           |
| Cercospora aspleniifoliae             | Narain & B.S. Mehrotra                                      | 1971           |
| Cercospora asteracearum               | R.K. Srivast., A.K. Srivast. & Kamal                        | 1995           |
| Cercospora astragali                  | Woron.                                                      | 1927           |
| Cercospora asystasiana                | J.M. Yen                                                    | 1967           |
| Cercospora atractylidis               | C.K. Pai & P.K. Chi                                         | 1965           |
| Cercospora atylosigena                | Bhartiya, Narayan, A.N. Singh bis & N. Kumari               | 2003           |
| Cercospora atylosiicola               | Bagyan., Jagad. & U. Braun                                  | 1991           |
| Cercospora aucubae                    | (Hara) Hara                                                 | 1954           |
| Cercospora aurantia                   | Heald & F.A. Wolf                                           | 1911           |
| Cercospora avicennae                  | Chupp                                                       | 1954           |
| Cercospora balaghatensis              | S.M. Singh                                                  | 1977           |
| Cercospora baliospermi                | Pavgi & U.P. Singh                                          | 1965           |
| Cercospora balsaminiana               | J.M. Yen & Lim                                              | 1970           |
| Cercospora barleriae-cristatae        | Govindu & Thirum.                                           | 1957           |
| Cercospora barleriicola               | Payak & Thirum.                                             | 1950           |
| Cercospora baroipurensis              | Purkay. & Mallik                                            | 1979           |
| Cercospora barretoana                 | (U. Braun & Crous) U. Braun & Crous                         | 2015           |
| Cercospora barringtoniae              | (Syd. & P. Syd.) Chupp                                      | 1953           |
| Cercospora basellae-albae             | R.K. Srivast., S. Narayan & A.K. Srivast.                   | 1994           |
| Cercospora bauhiniae-variegatae       | R.C. Rajak                                                  | 1982           |
| Cercospora beninensis                 | Y. Meswaet, Mangelsdorff, Yorou & M. Piepenbr.              | 2021           |
| Cercospora berteroae                  | Hollós                                                      | 1907           |
| Cercospora bertrandii                 | Chupp                                                       | 1954           |
| Cercospora beticola                   | Sacc.                                                       | 1876           |
| Cercospora bidentis                   | Tharp                                                       | 1917           |
| Cercospora bidentis-biternatae        | Pavgi & U.P. Singh                                          | 1966           |
| Cercospora biharica                   | Thirum. & Govindu                                           | 1954           |
| Cercospora bixicola                   | Narayan, Kharwar & R.K. Singh                               | 2001           |
| Cercospora bizzozeriana               | Sacc. & Berl.                                               | 1888           |
| Cercospora blainvilleae               | Govindu & Thirum.                                           | 1955           |
| Cercospora blepharidicola             | U. Braun                                                    | 2015           |
| Cercospora blumeae-oxydontae          | Pavgi & R.A. Singh                                          | 1971           |
| Cercospora blumeicola                 | S. Das                                                      | 1958           |
| Cercospora boerhaviicola              | Thirum. & Govindu                                           | 1953           |
| Cercospora bombacicola                | Munjal, Lall & Chona                                        | 1961           |
| Cercospora bombacis                   | Goh & W.H. Hsieh                                            | 1987           |
| Cercospora borreriae-strictae         | Bagyan., Jagad. & U. Braun                                  | 1991           |
| Cercospora boswelliae                 | Harsch, V. Nath, C.K. Tiwari & Rehill                       | 1989           |
| Cercospora bothriochloae              | U. Braun & Crous                                            | 2005           |
| Cercospora brachiata                  | Ellis & Everh.                                              | 1888           |
| Cercospora brassicicola               | Henn.                                                       | 1905           |
| Cercospora broussonetiicola           | Y.L. Guo & Li Xu                                            | 2002           |
| Cercospora browalliae                 | Chupp & Barrus                                              | 1954           |
| Cercospora brunfelsiicola             | Hidayat & Meeboon                                           | 2014           |
| Cercospora bryoniae                   | T.M. Achundov                                               | 1970           |
| Cercospora bunii                      | Annal.                                                      | 1978           |
| Cercospora burserae                   | Govindu & Thirum.                                           | 1965           |
| Cercospora buteae                     | Munjal, Lall & Chona                                        | 1960           |
| Cercospora cacaliae                   | Y.L. Guo & Y. Jiang                                         | 2001           |
| Cercospora caenophana                 | Munt.-Cvetk.                                                | 1957           |
| Cercospora caesalpiniae               | G.P. Agarwal & N.D. Sharma                                  | 1973           |
| Cercospora caladii                    | Cooke                                                       | 1880           |
| Cercospora calaminthae                | Chupp                                                       | 1954           |
| Cercospora caleifolii                 | Bat., H.P. Upadhyay & J.P. Costa                            | 1966           |
| Cercospora calendulae                 | Sacc.                                                       | 1878           |
| Cercospora calendulicola              | Narayan, Kharwar & R.K. Singh                               | 2001           |
| Cercospora californiensis             | Chupp                                                       | 1954           |
| Cercospora callicarpicola             | Sawada                                                      | 1943           |
| Cercospora camelinae                  | Annal.                                                      | 1978           |
| Cercospora campanulae                 | Chupp                                                       | 1954           |
| Cercospora canavaliae-gladiatae       | J.M. Yen & Lim                                              | 1982           |
| Cercospora canavaliana                | J.M. Yen & Lim                                              | 1970           |
| Cercospora canavaliicola              | Sawada & Katsuki                                            | 1959           |
| Cercospora canescens                  | Ellis & G. Martin                                           | 1882           |
| Cercospora cannae                     | C.K. Bai, X.J. Liu & Y.L. Guo                               | 1984           |
| Cercospora cantonensis                | P.K. Chi                                                    | 1994           |
| Cercospora capsici                    | Heald & F.A. Wolf                                           | 1911           |
| Cercospora capsicigena                | Bhartiya, R. Dubey & S.K. Singh                             | 2000           |
| Cercospora carbonacea                 | Miles                                                       | 1917           |
| Cercospora cardamines                 | Losa                                                        | 1945           |
| Cercospora caricae-papayae            | P.K. Rajak & S.P. Gautam                                    | 1978           |
| Cercospora caricigena                 | Bhartiya, A.N. Singh bis, N. Kumari & P.N. Singh            | 1998           |
| Cercospora carissae                   | Harsch, V. Nath, C.K. Tiwari & Rehill                       | 1989           |
| Cercospora carthami                   | Sundaram & T.S. Ramakr.                                     | 1928           |
| Cercospora caryopteridis              | R.S. Mathur, L.S. Chauhan & S.C. Verma                      | 1965           |
| Cercospora cassiae-montanae           | Govindu & Thirum.                                           | 1954           |
| Cercospora cassiae-nodosae            | J.M. Yen                                                    | 1979           |
| Cercospora cassiatorae                | R.C. Rajak                                                  | 1985           |
| Cercospora castillae                  | Sawada ex Goh & W.H. Hsieh                                  | 1987           |
| Cercospora catharanthi                | Karan & Manohar.                                            | 1978           |
| Cercospora cedrelae                   | S. Chowdhury                                                | 1961           |
| Cercospora celastricola               | Govindu & Thirum.                                           | 1954           |
| Cercospora celosiae                   | Syd.                                                        | 1929           |
| Cercospora celosiicola                | Bhartiya, Narayan, A.N. Singh bis & N. Kumari               | 2003           |
| Cercospora celosiigena                | U. Braun & Bagyan.                                          | 2015           |
| Cercospora centellae                  | Manohar., Kunwar & Sharath                                  | 2003           |
| Cercospora cephalantherae             | Ond?ej & Zav?el                                             | 1971           |
| Cercospora cephalariae                | Rayss                                                       | 1950           |
| Cercospora cercosporelloides          | Deighton                                                    | 1973           |
| Cercospora cestri-parqui              | Lall & H.S. Gill                                            | 1963           |
| Cercospora chaae                      | Hara ex W. Yamam. & Maeda                                   | 1960           |
| Cercospora cheilanthis                | Chowdhry, D. Gupta & Padhi                                  | 1983           |
| Cercospora cheiranthi                 | Sacc.                                                       | 1876           |
| Cercospora chelidonii                 | Y.L. Guo & Li Xu                                            | 2002           |
| Cercospora christellae                | Hidayat & Meeboon                                           | 2010           |
| Cercospora chrozophorina              | Raghv. Singh, Sh. Kumar, V.K. Pal, Upadhyaya & D.K. Agarwal | 2007           |
| Cercospora chrysanthemi               | Heald & F.A. Wolf                                           | 1911           |
| Cercospora chrysanthemoidis           | Crous & W.J. Swart                                          | 2012           |
| Cercospora chusqueae                  | Chupp                                                       | 1954           |
| Cercospora cimicifugae                | C.K. Pai & P.K. Chi                                         | 1965           |
| Cercospora cinchonicoea               | Boedijn                                                     | 1962           |
| Cercospora cinerae                    | Pavgi & U.P. Singh                                          | 1964           |
| Cercospora cipadessae                 | Govindu & Thirum.                                           | 1954           |
| Cercospora cistinearum                | Sacc.                                                       | 1878           |
| Cercospora clavigera                  | Ellis & Everh. ex Chupp                                     | 1954           |
| Cercospora clinopodii-vulgaris        | Savinceva                                                   | 1973           |
| Cercospora cocciniae                  | Munjal, Lall & Chona                                        | 1959           |
| Cercospora cocculi-hirsuti            | R.K. Srivast., S. Narayan & A.K. Srivast.                   | 1994           |
| Cercospora codonopsidis               | Nelen                                                       | 1966           |
| Cercospora coffeae-olivaceae          | Narayan, Kharwar & R.K. Singh                               | 2001           |
| Cercospora coicicola                  | Kamal                                                       | 2010           |
| Cercospora coicis                     | N.D. Sharma & R.P. Mishra                                   | 1977           |
| Cercospora coleana                    | J.M. Yen & Lim                                              | 1969           |
| Cercospora colei                      | Boedijn                                                     | 1962           |
| Cercospora coleicola                  | Chupp & A.S. Mull.                                          | 1954           |
| Cercospora colocasigena               | S. Narayan, Kharwar, R.K. Singh & Bhartiya                  | 1998           |
| Cercospora comari                     | Peck                                                        | 1885           |
| Cercospora combreti-ovalifolii        | Patw. & Sathe                                               | 1966           |
| Cercospora commelinae-salicifoliae    | A.K. Kar & M. Mandal                                        | 1974           |
| Cercospora commelinicola              | Chupp ex U. Braun                                           | 1999           |
| Cercospora coniogrammes               | Crous & R.G. Shivas                                         | 2012           |
| Cercospora convolvulicola             | Bakhshi, Arzanlou, Babai-ahari, Crous & U. Braun            | 2014           |
| Cercospora conyzae-canadensis         | Bakhshi, Arzanlou, Babai-ahari, Crous & U. Braun            | 2014           |
| Cercospora conyzicola                 | L.L. Duarte & R.W. Barreto                                  | 2016           |
| Cercospora conyzoidis                 | Thirum. & Govindu                                           | 1957           |
| Cercospora crataegi                   | Sacc. & C. Massal.                                          | 1906           |
| Cercospora crepidis                   | Ond?ej & Zav?el                                             | 1971           |
| Cercospora crinicola                  | R.K. Srivast., N. Srivast. & A.K. Srivast.                  | 1994           |
| Cercospora crossandrae                | Jagan., Palan. & Narayanas.                                 | 1972           |
| Cercospora cryptocoryneae             | Chidd.                                                      | 1962           |
| Cercospora cryptocorynes              | Chidd.                                                      | 1962           |
| Cercospora curcumae                   | Govindu & Thirum.                                           | 1957           |
| Cercospora curcumina                  | R.K. Srivast., N. Srivast. & A.K. Srivast.                  | 1994           |
| Cercospora cyathoclines               | M.S. Patil                                                  | 1978           |
| Cercospora cyclosori                  | Goh & W.H. Hsieh                                            | 1989           |
| Cercospora cylindracea                | Bakhshi, Arzanlou, Babai-ahari, Crous & U. Braun            | 2014           |
| Cercospora cymbopogonicola            | U. Braun                                                    | 2015           |
| Cercospora cymbopogonis               | J.M. Yen                                                    | 1977           |
| Cercospora cynarae                    | Y.L. Guo & Y. Jiang                                         | 2001           |
| Cercospora cynodontis                 | Pavgi & R.A. Singh                                          | 1971           |
| Cercospora cyperacearum               | Cheew., Crous & U. Braun                                    | 2015           |
| Cercospora cypericola                 | Chupp & H.C. Greene                                         | 1953           |
| Cercospora cyperi-fusci               | Sandu                                                       | 1960           |
| Cercospora cyperigena                 | U. Braun & Crous                                            | 2003           |
| Cercospora cyperina                   | Nguanhom, Crous & U. Braun                                  | 2015           |
| Cercospora cyperi-rotundi             | Thirum. & Govindu                                           | 1953           |
| Cercospora cytisi                     | Chupp                                                       | 1954           |
| Cercospora daemiicola                 | A.K. Kar & M. Mandal                                        | 1974           |
| Cercospora dahliicola                 | M.A. Salam & P.N. Rao                                       | 1957           |
| Cercospora daidai                     | Hara                                                        | 1954           |
| Cercospora dalbergiigena              | R.K. Srivast., S. Narayan & A.K. Srivast.                   | 1995           |
| Cercospora dapoliana                  | Garud                                                       | 1971           |
| Cercospora datiscicola                | Esfand.                                                     | 1951           |
| Cercospora deightonii                 | Chupp                                                       | 1954           |
| Cercospora delaireae                  | C. Nakash., Crous, U. Braun & H.D. Shin                     | 2012           |
| Cercospora dendrobii                  | H.C. Burnett                                                | 1965           |
| Cercospora deutziae                   | Ellis & Everh.                                              | 1888           |
| Cercospora dianellicola               | Crous                                                       | 2017           |
| Cercospora dichondrae                 | Katsuki                                                     | 1955           |
| Cercospora digitalis                  | P.K. Chi & C.K. Pai                                         | 1966           |
| Cercospora digitariae                 | J. Kranz                                                    | 1966           |
| Cercospora dioscoreae-bulbiferae      | J.M. Yen & Gilles                                           | 1971           |
| Cercospora dioscoreae-pyrifoliae      | J.M. Yen                                                    | 1968           |
| Cercospora diospyricola               | Munjal, Lall & Chona                                        | 1962           |
| Cercospora diplaziicola               | A.K. Das                                                    | 1989           |
| Cercospora dodonaeae                  | R.K. Srivast., N. Srivast. & A.K. Srivast.                  | 1994           |
| Cercospora donnell-smithii            | (Speg.) Chupp                                               | 1954           |
| Cercospora dontostemonicola           | Nelen                                                       | 1966           |
| Cercospora drymariae                  | Katsuki                                                     | 1955           |
| Cercospora dryopteridis               | Y.L. Guo                                                    | 1997           |
| Cercospora duddiae                    | Welles                                                      | 1923           |
| Cercospora duranticola                | Phengs., Chukeat., McKenzie, K.D. Hyde & U. Braun           | 2013           |
| Cercospora echii                      | G. Winter                                                   | 1884           |
| Cercospora echinodori                 | Chupp                                                       | 1954           |
| Cercospora ecliptae                   | Chupp                                                       | 1954           |
| Cercospora edgeworthiicola            | Li Xu & Y.L. Guo                                            | 2003           |
| Cercospora ehretiicola                | A. Saleem & Mirza                                           | 1977           |
| Cercospora elaeagni                   | Heald & F.A. Wolf                                           | 1911           |
| Cercospora eleusines                  | Munjal, Lall & Chona                                        | 1962           |
| Cercospora elizabethdatsoniae         | Y.P. Tan & Dhileepan                                        | 2023           |
| Cercospora elongata                   | Peck                                                        | 1883           |
| Cercospora emodi                      | Pandotra & K.S.M. Sastry                                    | 1969           |
| Cercospora epilasiae                  | Annal.                                                      | 1978           |
| Cercospora eragrostidis               | McKenzie & Latch                                            | 1984           |
| Cercospora eremochloae                | R.G. Shivas & A.J. Young                                    | 2011           |
| Cercospora erigeronicola              | U. Braun & Rogerson                                         | 1993           |
| Cercospora erysimi                    | Davis                                                       | 1915           |
| Cercospora erythrinae                 | Ellis & Everh.                                              | 1887           |
| Cercospora erythrinae-lithospermae    | Agnihothr.                                                  | 1966           |
| Cercospora erythrinicola              | Tharp                                                       | 1917           |
| Cercospora eucalyptorum               | Crous                                                       | 1998           |
| Cercospora euclidii                   | Golovin                                                     | 1950           |
| Cercospora eucommiae                  | Crous, U. Braun & H.D. Shin                                 | 2012           |
| Cercospora eulophiae                  | M.S. Patil                                                  | 1979           |
| Cercospora euodiae-rutaecarpae        | S.Q. Chen & P.K. Chi                                        | 1990           |
| Cercospora euonymigena                | Y.L. Guo & Y. Jiang                                         | 2000           |
| Cercospora eupatorii-fortunei         | P.K. Chi & Z.D. Jiang                                       | 1994           |
| Cercospora euphorbiae-sieboldianae    | C. Nakash., Crous, U. Braun & H.D. Shin                     | 2012           |
| Cercospora euphrasiae                 | Ond?ej                                                      | 1969           |
| Cercospora eupteleae                  | Togashi & Katsuki                                           | 1952           |
| Cercospora europaea                   | (Gonz. Frag.) Constant.                                     | 1967           |
| Cercospora exochordicola              | U. Braun & Bulgakov                                         | 2009           |
| Cercospora exosporioides              | Bubák                                                       | 1915           |
| Cercospora extensa                    | Siboe, P.F. Cannon & P.M. Kirk                              | 2000           |
| Cercospora farsetiana                 | I.D. Singh                                                  | 1978           |
| Cercospora ferulae                    | Annal.                                                      | 1975           |
| Cercospora festucae                   | Hardison                                                    | 1945           |
| Cercospora ficariae                   | Bukhalo                                                     | 1963           |
| Cercospora firmianae                  | Narayan, Kharwar & R.K. Singh                               | 2001           |
| Cercospora flacourtiicola             | P.C. Gupta                                                  | 1973           |
| Cercospora fleuryae                   | Thirum. & Govindu                                           | 1953           |
| Cercospora furfurella                 | Speg.                                                       | 1888           |
| Cercospora fusca                      | F.V. Rand                                                   | 1914           |
| Cercospora gaillardiae                | Chidd.                                                      | 1960           |
| Cercospora gamsiana                   | M. Bakhshi & Crous                                          | 2018           |
| Cercospora gangetica                  | Pavgi & U.P. Singh                                          | 1964           |
| Cercospora ganjetica                  | Purkay. & Mallik                                            | 1978           |
| Cercospora garugae                    | G.P. Agarwal & Hasija                                       | 1966           |
| Cercospora garugaicola                | Narayan, Kharwar & R.K. Singh                               | 2001           |
| Cercospora geniculata                 | A.K. Das                                                    | 1989           |
| Cercospora geraisensis                | Chupp                                                       | 1954           |
| Cercospora gerberae                   | Chupp & Viégas                                              | 1945           |
| Cercospora gigantea                   | F.E. Fisher                                                 | 1961           |
| Cercospora glauciana                  | Viégas                                                      | 1945           |
| Cercospora gloriosicola               | J.M. Yen & Lim                                              | 1969           |
| Cercospora gloxiniae                  | Chupp                                                       | 1954           |
| Cercospora glycinicola                | Cheew., Crous & U. Braun                                    | 2015           |
| Cercospora glycyrrhizae-echinatae     | (S?vul. & Sandu) U. Braun & Crous                           | 2003           |
| Cercospora gomphrenigena              | Crous                                                       | 2019           |
| Cercospora gorakhanathii              | A.N. Rai & Kamal                                            | 1987           |
| Cercospora gorakhpurensis             | Bhartiya, A.N. Singh bis, N. Kumari & P.N. Singh            | 1998           |
| Cercospora gossypii                   | Lall, H.S. Gill & Munjal                                    | 1962           |
| Cercospora gossypiicola               | Narayan, Kharwar & R.K. Singh                               | 2001           |
| Cercospora granadillae                | Chupp                                                       | 1954           |
| Cercospora graphioides                | Ellis ex Chupp                                              | 1954           |
| Cercospora guatemalensis              | A.S. Mull. & Chupp                                          | 1950           |
| Cercospora guillardiae                | Chidd.                                                      | 1960           |
| Cercospora guineensis                 | J. Kranz                                                    | 1966           |
| Cercospora guizotiicola               | Govindu & Thirum.                                           | 1957           |
| Cercospora gundeliae                  | Annal.                                                      | 1978           |
| Cercospora gynandropsidicola          | R.K. Srivast., A.K. Srivast. & Kamal                        | 1995           |
| Cercospora habenariicola              | Meeboon, Hidayat & C. Nakash.                               | 2007           |
| Cercospora haematoxyli                | Chupp                                                       | 1954           |
| Cercospora haleniae                   | Chupp & Bisby ex U. Braun, D.F. Farr & Minnis               | 2009           |
| Cercospora hamiltoniae                | Munjal, Lall & Chona                                        | 1962           |
| Cercospora handroanthus               | U. Braun & Urtiaga                                          | 2012           |
| Cercospora hawaiiensis                | Vaghefi, S.C. Nelson, S.J. Pethybridge & R.G. Shivas        | 2021           |
| Cercospora hayi                       | Calp.                                                       | 1955           |
| Cercospora hebbalensis                | Govindu, Thirum. & Nag Raj                                  | 1971           |
| Cercospora hederae                    | Togashi & Katsuki                                           | 1952           |
| Cercospora hedericola                 | (Heald & F.A. Wolf) U. Braun                                | 1993           |
| Cercospora helianthicola              | Chupp & Viégas                                              | 1945           |
| Cercospora helichrysi                 | Chupp                                                       | 1954           |
| Cercospora heliconiae                 | Chowdhry, D. Gupta & Padhi                                  | 1983           |
| Cercospora heliotropiicola            | A.K. Kar & M. Mandal                                        | 1970           |
| Cercospora heraclei                   | N.P. Golovina                                               | 1964           |
| Cercospora herniariae                 | U. Braun & V. Kumm.                                         | 2015           |
| Cercospora heterophragmatis           | M.S. Patil                                                  | 1975           |
| Cercospora heylandiae                 | M.S. Patil                                                  | 1976           |
| Cercospora hitcheniae                 | Chidd.                                                      | 1960           |
| Cercospora holmskioldiae              | Lall & H.S. Gill                                            | 1963           |
| Cercospora holopteleae-integrifoliae  | S. Narayan, H.S.G. Rao & H.D. Bhartiya                      | 2000           |
| Cercospora hosackiae                  | Chupp                                                       | 1954           |
| Cercospora hostae                     | Hori ex Katsuki                                             | 1955           |
| Cercospora houttuyniicola             | Goh & W.H. Hsieh                                            | 1989           |
| Cercospora hoveae                     | Hansf.                                                      | 1957           |
| Cercospora humilis                    | Pavgi & U.P. Singh                                          | 1965           |
| Cercospora humuligena                 | Y.L. Guo & Li Xu                                            | 2002           |
| Cercospora huricola                   | Chupp                                                       | 1954           |
| Cercospora hydrangeae                 | Ellis & Everh.                                              | 1892           |
| Cercospora hydroleae                  | Thirum. & Govindu                                           | 1953           |
| Cercospora hygrophilae                | Ponnappa                                                    | 1968           |
| Cercospora hyptidicola                | R.K. Srivast., N. Srivast. & A.K. Srivast.                  | 1994           |
| Cercospora ilicis-opacae              | Chupp                                                       | 1954           |
| Cercospora imperatoriae               | Baudyš & Picb.                                              | 1924           |
| Cercospora indigoferae                | Ragunathan & K. Ramakr.                                     | 1965           |
| Cercospora ingigena                   | R.K. Srivast., S. Narayan & A.K. Srivast.                   | 1995           |
| Cercospora insulana                   | Sacc.                                                       | 1915           |
| Cercospora iphigeniae                 | Patw. & Sathe                                               | 1966           |
| Cercospora ipomoeae-illustris         | Chidd.                                                      | 1960           |
| Cercospora ipomoeae-pedis-caprae      | J.M. Yen & Lim                                              | 1971           |
| Cercospora iranica                    | Bakhshi, Arzanlou, Babai-ahari, Crous & U. Braun            | 2014           |
| Cercospora iridis                     | Chupp                                                       | 1954           |
| Cercospora ischaemi                   | R.G. Shivas, Marney & McTaggart                             | 2014           |
| Cercospora isoplexidis                | Jørst.                                                      | 1962           |
| Cercospora italica                    | Curzi                                                       | 1932           |
| Cercospora ithacensis                 | Chupp                                                       | 1954           |
| Cercospora jacobiniicola              | A.S. Mull. & Chupp                                          | 1950           |
| Cercospora jagdalpurensis             | P.K. Rajak & S.P. Gautam                                    | 1978           |
| Cercospora jamuensis                  | Pandotra                                                    | 1972           |
| Cercospora jasmini                    | Narayan, Kharwar & R.K. Singh                               | 2001           |
| Cercospora jatrophicola               | (Speg.) Chupp                                               | 1954           |
| Cercospora jatrophigena               | U. Braun                                                    | 2001           |
| Cercospora jatrophiphila              | A.C. Dianese & Dianese                                      | 2014           |
| Cercospora juncicola                  | (Kasai) Vassiljevsky                                        | 1937           |
| Cercospora junci-filiformis           | Melnik                                                      | 1966           |
| Cercospora junci-marginati            | U. Braun                                                    | 1993           |
| Cercospora justiciae-adhatodae        | U. Braun                                                    | 2015           |
| Cercospora justiciigena               | U. Braun                                                    | 2015           |
| Cercospora kakiivora                  | Hara ex W. Yamam. & Maeda                                   | 1991           |
| Cercospora kalanchoes                 | Boedijn                                                     | 1962           |
| Cercospora kamatensis                 | Chidd.                                                      | 1960           |
| Cercospora kanpurensis                | L.S. Chauhan & Z.U. Ahmed                                   | 1970           |
| Cercospora kashiensis                 | Bharadwaj                                                   | 1971           |
| Cercospora kickxiae                   | Firdousi, A.N. Rai & K.M. Vyas                              | 1994           |
| Cercospora kigeliae                   | Lall & H.S. Gill                                            | 1963           |
| Cercospora kikuchii                   | (Tak. Matsumoto & Tomoy.) M.W. Gardner                      | 1927           |
| Cercospora kirganeliicola             | R.K. Srivast., S. Narayan & A.K. Srivast.                   | 1995           |
| Cercospora knoxiae                    | Govindu & Thirum.                                           | 1955           |
| Cercospora koroviniae                 | Annal.                                                      | 1978           |
| Cercospora krugiana                   | A.S. Mull. & Chupp                                          | 1936           |
| Cercospora kuznetzoviana              | Tartenova                                                   | 1975           |
| Cercospora kyllingae                  | J.M. Yen & Gilles                                           | 1970           |
| Cercospora kyllingicola               | J.M. Yen & Gilles                                           | 1970           |
| Cercospora kyotensis                  | M. Yoshik. & T. Yokoy.                                      | 1992           |
| Cercospora labiatacearum              | P. Kumar & Kamal                                            | 1981           |
| Cercospora labiatarum                 | Chupp & A.S. Mull.                                          | 1954           |
| Cercospora lagenariae                 | M.A. Salam & P.N. Rao                                       | 1957           |
| Cercospora lagerstroemiae-speciosae   | R.K. Srivast., S. Narayan & A.K. Srivast.                   | 1995           |
| Cercospora lambareneensis             | J.M. Yen                                                    | 1971           |
| Cercospora lanneae                    | A.K. Kar & M. Mandal                                        | 1969           |
| Cercospora lantanae-aculeatae         | J.M. Yen                                                    | 1966           |
| Cercospora lantanae-camarae           | J.M. Yen & Gilles                                           | 1971           |
| Cercospora lantanae-indicae           | Munjal, Lall & Chona                                        | 1960           |
| Cercospora laporticola                | Sarbajna & Chattopadh.                                      | 1990           |
| Cercospora lasianthi                  | C.C. Chen                                                   | 1967           |
| Cercospora lasianthicola              | C.C. Chen                                                   | 1967           |
| Cercospora launaeae-aspleniifoliae    | A.K. Kar & M. Mandal                                        | 1970           |
| Cercospora launaeicola                | S.A. Khan & M. Kamal                                        | 1974           |
| Cercospora lawsoniae-albae            | Thirum. & Govindu                                           | 1963           |
| Cercospora lecanthi                   | M.S. Patil                                                  | 1979           |
| Cercospora leeae-aecidiicola          | Karan & Manohar.                                            | 1978           |
| Cercospora lentis                     | N.D. Sharma, R.P. Mishra & A.C. Jain                        | 1978           |
| Cercospora lepidagathidis             | Govindu & Thirum.                                           | 1955           |
| Cercospora leptadeniana               | U. Braun, Bagyan. & Jagad.                                  | 1992           |
| Cercospora leucadis                   | Thirum. & Govindu                                           | 1953           |
| Cercospora leucaenae                  | A.N. Shukla & Sarmah                                        | 1984           |
| Cercospora leucaenae-leucocephalae    | Raghu Ram & Mallaiah                                        | 1993           |
| Cercospora lhuillieri                 | Montegut                                                    | 1967           |
| Cercospora limnobii                   | Conway                                                      | 1979           |
| Cercospora lindericola                | W. Yamam.                                                   | 1934           |
| Cercospora linicola                   | Pavgi & Rathaiah                                            | 1971           |
| Cercospora lippiae                    | Ellis & Everh.                                              | 1887           |
| Cercospora litseae-laetae             | T.K. Jana, S.N. Ghosh & A.K. Das                            | 2006           |
| Cercospora longipes                   | E.J. Butler                                                 | 1906           |
| Cercospora longispora                 | Peck                                                        | 1884           |
| Cercospora loti                       | Hollós                                                      | 1907           |
| Cercospora lotononidis                | Crous & B. Sutton                                           | 1997           |
| Cercospora ludwigiana                 | Bagyan., U. Braun & Jagad.                                  | 1995           |
| Cercospora luffae                     | Hara                                                        | 1929           |
| Cercospora lychnidis                  | H.C. Greene                                                 | 1959           |
| Cercospora lycopersicicola            | Bhartiya, R. Dubey & S.K. Singh                             | 2000           |
| Cercospora lygodiicola                | Lall, J.N. Kapoor & Munjal                                  | 1964           |
| Cercospora maculicola                 | Thirum. & Govindu                                           | 1954           |
| Cercospora madhauliensis              | Kamal, B.K. Gupta & R.K. Verma                              | 1987           |
| Cercospora maianthemi                 | Fuckel                                                      | 1866           |
| Cercospora malayensis                 | F. Stevens & Solheim                                        | 1931           |
| Cercospora malvacearum                | Chidd.                                                      | 1960           |
| Cercospora malvarum                   | Sacc.                                                       | 1881           |
| Cercospora malvicola                  | Ellis & G. Martin                                           | 1882           |
| Cercospora mandira                    | S. Chowdhury                                                | 1958           |
| Cercospora manevalii                  | Chupp                                                       | 1954           |
| Cercospora mangiferae-indicae         | Munjal, Lall & Chona                                        | 1962           |
| Cercospora manihobae                  | Viégas                                                      | 1945           |
| Cercospora manoa                      | Vaghefi, S.C. Nelson, S.J. Pethybridge & R.G. Shivas        | 2021           |
| Cercospora marsileae                  | Ragunathan, Prasad & Purushoth.                             | 1970           |
| Cercospora martyniicola               | R.K. Chaudhary, S. Narayan, U.C. Upadhyay & G.P. Rao        | 1995           |
| Cercospora mataybae                   | Bat. & Peres                                                | 1962           |
| Cercospora maughaniicola              | Bhartiya, Narayan, A.N. Singh bis & N. Kumari               | 2003           |
| Cercospora medicaginis                | Ellis & Everh.                                              | 1891           |
| Cercospora megaspermae                | L.N. Bhardwaj & R.C. Sharma                                 | 1994           |
| Cercospora mehran                     | S.A. Khan & M. Kamal                                        | 1974           |
| Cercospora melampyri                  | Nelen                                                       | 1966           |
| Cercospora meliae                     | Ellis & Everh.                                              | 1887           |
| Cercospora melicocci                  | Tak. Kobay.                                                 | 1984           |
| Cercospora meliosmae                  | Y.L. Guo & Li Xu                                            | 2004           |
| Cercospora melongenae                 | Welles                                                      | 1922           |
| Cercospora mercurialis                | Pass.                                                       | 1877           |
| Cercospora microlaenae                | McKenzie & Latch                                            | 1984           |
| Cercospora microsorii                 | P. Kumar & Kamal                                            | 1981           |
| Cercospora mikaniae-cordatae          | J.M. Yen                                                    | 1965           |
| Cercospora mikaniicola                | F. Stevens                                                  | 1917           |
| Cercospora mimosae                    | G.P. Agarwal & N.D. Sharma                                  | 1973           |
| Cercospora mimosae-sensitivae         | A. Hern.-Gut. & Dianese                                     | 2009           |
| Cercospora minutipes                  | J.M. Yen                                                    | 1966           |
| Cercospora miscanthi                  | Sawada ex Goh & W.H. Hsieh                                  | 1987           |
| Cercospora mitracarpi-hirti           | O.L. Pereira & R.W. Barreto                                 | 2005           |
| Cercospora modiolae                   | Tharp                                                       | 1917           |
| Cercospora molucellae                 | Bremer & Petr.                                              | 1947           |
| Cercospora monsterae                  | Narayan, Kharwar & R.K. Singh                               | 2001           |
| Cercospora moracearum                 | A.N. Rai & Kamal                                            | 1987           |
| Cercospora moravica                   | (Petr.) U. Braun                                            | 1993           |
| Cercospora moricola                   | Cooke                                                       | 1884           |
| Cercospora morina                     | Chupp                                                       | 1954           |
| Cercospora morindina                  | Pavgi & U.P. Singh                                          | 1966           |
| Cercospora muelleriana                | U. Braun & Crous                                            | 2003           |
| Cercospora musigena                   | Nguanhom, Crous & U. Braun                                  | 2015           |
| Cercospora myrtacearum                | S. Narayan, R.N. Kharwar, R.K. Singh & H.S.G. Rao           | 2001           |
| Cercospora myrti                      | Erikss.                                                     | 1885           |
| Cercospora narthecii                  | Balf.-Browne                                                | 1951           |
| Cercospora nasturtii                  | Pass.                                                       | 1877           |
| Cercospora neobougainvilleae          | Meeboon, Hidayat & C. Nakash.                               | 2008           |
| Cercospora neomaricae                 | D.M. Macedo & R.W. Barreto                                  | 2014           |
| Cercospora neosphaeranthi             | Bhartiya, A.N. Singh bis, N. Kumari & P.N. Singh            | 1998           |
| Cercospora neriicola                  | Ershad                                                      | 2002           |
| Cercospora nicandrae                  | Chupp                                                       | 1954           |
| Cercospora nicotianae                 | Ellis & Everh.                                              | 1893           |
| Cercospora nicotianicola              | J.M. Yen                                                    | 1967           |
| Cercospora nigellae                   | Hollós                                                      | 1910           |
| Cercospora nigri                      | Tharp                                                       | 1917           |
| Cercospora nilghirensis               | Govindu & Thirum.                                           | 1955           |
| Cercospora nothosaervae               | M.S. Patil                                                  | 1975           |
| Cercospora nucifera                   | R.K. Srivast., S. Narayan & A.K. Srivast.                   | 1995           |
| Cercospora nudiflorae                 | Chupp                                                       | 1954           |
| Cercospora nyssae-sylvaticae          | H.C. Greene                                                 | 1960           |
| Cercospora ochromae                   | A. Hern.-Gut. & Dianese                                     | 2009           |
| Cercospora ocimigena                  | R.K. Srivast., Narayan & N. Kumari                          | 2001           |
| Cercospora odontitis                  | Pisareva                                                    | 1964           |
| Cercospora oedibasidis                | Byzova                                                      | 1975           |
| Cercospora oldenlandiicola            | Govindu & Thirum.                                           | 1955           |
| Cercospora olivascens                 | Sacc.                                                       | 1878           |
| Cercospora oplismeni                  | Lall, H.S. Gill & Munjal                                    | 1962           |
| Cercospora osiridis                   | El-Gholl, Proffer & T.S. Schub.                             | 1992           |
| Cercospora oudhensis                  | Mall                                                        | 2011           |
| Cercospora oxalidis                   | A.S. Mull. & Chupp ex U. Braun & Crous                      | 2003           |
| Cercospora oxyphylli                  | Pavgi & U.P. Singh                                          | 1971           |
| Cercospora pachyrhizicola             | Haldar                                                      | 2017           |
| Cercospora paederiicola               | Y.L. Guo                                                    | 1991           |
| Cercospora pakistanica                | S.A. Khan & M. Kamal                                        | 1963           |
| Cercospora palmae-amazonensis         | Bat. & Cavalc.                                              | 1964           |
| Cercospora palustrium                 | Chupp                                                       | 1954           |
| Cercospora panacicola                 | P.K. Chi & C.K. Pai                                         | 1965           |
| Cercospora papavericola               | Chupp                                                       | 1954           |
| Cercospora papaverina                 | Narayan, Kharwar & R.K. Singh                               | 2001           |
| Cercospora parakouensis               | Y. Meswaet, Mangelsdorff, Yorou & M. Piepenbr.              | 2021           |
| Cercospora paridis                    | Erikss.                                                     | 1883           |
| Cercospora pariensis                  | Chupp                                                       | 1954           |
| Cercospora passiflorae-foetidae       | J.M. Yen                                                    | 1964           |
| Cercospora passiflorae-longipedis     | J.M. Yen                                                    | 1974           |
| Cercospora passifloricola             | Chupp                                                       | 1954           |
| Cercospora patriniae                  | X.J. Liu & Y.L. Guo                                         | 1984           |
| Cercospora pavettae-tomentosae        | Thirum. & Govindu                                           | 1957           |
| Cercospora peckiana                   | Chupp                                                       | 1954           |
| Cercospora pedicularia                | Nelen                                                       | 1966           |
| Cercospora pedicularidis              | Nelen                                                       | 1966           |
| Cercospora pegani                     | X.J. Liu & Y.L. Guo                                         | 1984           |
| Cercospora pellioniae                 | Togashi & Katsuki                                           | 1952           |
| Cercospora penniseti                  | Chupp                                                       | 1954           |
| Cercospora pentatis                   | S.D. Patil & Magdum                                         | 1979           |
| Cercospora peregrina                  | Chupp                                                       | 1954           |
| Cercospora pericampyli                | Munjal, Lall & Chona                                        | 1959           |
| Cercospora peristrophes               | Thirum. & Govindu                                           | 1953           |
| Cercospora peristrophigena            | R.K. Chaudhary, S. Narayan, U.C. Upadhyay & G.P. Rao        | 1995           |
| Cercospora petiveriae                 | Chupp                                                       | 1954           |
| Cercospora petroselini                | (Sacc.) Sacc.                                               | 1912           |
| Cercospora petroselinicola            | Tosh. Hino & Tokeshi                                        | 1978           |
| Cercospora petuniae                   | A.S. Mull. & Chupp                                          | 1936           |
| Cercospora phaseolicola               | U. Braun & Mouch.                                           | 1999           |
| Cercospora phaseoli-lunati            | U. Braun & Crous                                            | 2005           |
| Cercospora phellodendri               | P.K. Chi & C.K. Pai                                         | 1965           |
| Cercospora phlomidicola               | Mall                                                        | 2015           |
| Cercospora phyllanthicola             | S.A. Khan & M. Kamal                                        | 1963           |
| Cercospora phyllanthi-pentandri       | J.M. Yen & Gilles                                           | 1975           |
| Cercospora physalidis                 | Ellis                                                       | 1882           |
| Cercospora physalidis-angulatae       | J.M. Yen & Gilles                                           | 1971           |
| Cercospora physospermi                | Deighton                                                    | 1969           |
| Cercospora piaropi                    | Tharp                                                       | 1917           |
| Cercospora picrasmae                  | Togashi & Katsuki                                           | 1952           |
| Cercospora pileicola                  | C. Nakash., Crous, U. Braun & H.D. Shin                     | 2012           |
| Cercospora pingtungensis              | T.Y. Lin & J.M. Yen                                         | 1971           |
| Cercospora piperis-betle              | Sawada & Katsuki                                            | 1959           |
| Cercospora pistiae                    | Nag Raj, Govindu & Thirum.                                  | 1971           |
| Cercospora pithecellobiicola          | S. Narayan, H.S.G. Rao & H.D. Bhartiya                      | 2000           |
| Cercospora plantaginis                | Sacc.                                                       | 1878           |
| Cercospora platycerii                 | Chupp                                                       | 1954           |
| Cercospora pleopeltidis               | Chidd.                                                      | 1962           |
| Cercospora plucheae-tomentosae        | Tripathi & R.S. Mathur                                      | 1965           |
| Cercospora plumbaginea                | Sacc. & D. Sacc.                                            | 1902           |
| Cercospora pogostemonis               | S. Chowdhury                                                | 1961           |
| Cercospora poincianae                 | U. Braun & Crous                                            | 2003           |
| Cercospora polliae-japonicae          | Y.L. Guo & Y. Jiang                                         | 2000           |
| Cercospora polygonatum                | F.Q. Yin, M. Liu & W.L. Ma                                  | 2024           |
| Cercospora polygoni-multiflori        | S.Q. Chen & P.K. Chi                                        | 1994           |
| Cercospora pontederiae                | Ellis & Dearn.                                              | 1893           |
| Cercospora poonensis                  | T.S. Viswan.                                                | 1959           |
| Cercospora portulacae                 | Thirum. & Govindu                                           | 1957           |
| Cercospora pouzolziae-auriculatae     | Bagyan., U. Braun & Jagad.                                  | 1995           |
| Cercospora pouzolziicola              | Bhartiya, Narayan, A.N. Singh bis & N. Kumari               | 2003           |
| Cercospora praecincta                 | (Davis) Chupp                                               | 1954           |
| Cercospora premnicola                 | Boedijn                                                     | 1961           |
| Cercospora privae                     | Chupp                                                       | 1954           |
| Cercospora prosopidicola              | Sh. Kumar, Raghv. Singh, V.K. Pal, Upadhyaya & D.K. Agarwal | 2007           |
| Cercospora prunina                    | J.M. Yen                                                    | 1978           |
| Cercospora pseudochenopodii           | Bakhshi, Arzanlou, Babai-ahari & Crous                      | 2014           |
| Cercospora pseudokalanchoes           | Crous & U. Braun                                            | 1994           |
| Cercospora psophocarpicola            | J.M. Yen                                                    | 1967           |
| Cercospora psoraleae                  | W.W. Ray                                                    | 1941           |
| Cercospora psylliostachydis           | Annal.                                                      | 1978           |
| Cercospora pteridigena                | M.K. Khan, R.K. Verma & Kamal                               | 1992           |
| Cercospora pudicae                    | J.M. Yen                                                    | 1964           |
| Cercospora puerariae-thomsonii        | S.Q. Chen & P.K. Chi                                        | 1990           |
| Cercospora punicacearum               | Kamal                                                       | 2010           |
| Cercospora pupaliae                   | Patw. & A.K. Pande                                          | 1970           |
| Cercospora putranjivae                | S.N. Khan, B.M. Misra & Rehill                              | 1988           |
| Cercospora pycnanthemicola            | Munjal, Lall & Chona                                        | 1960           |
| Cercospora pycnicola                  | Chona, Lall & Munjal                                        | 1959           |
| Cercospora rabdosiae                  | P.K. Chi & Z.D. Jiang                                       | 1994           |
| Cercospora radiata (Wondklaverstipje) | Fuckel                                                      | 1865           |
| Cercospora raipurensis                | S. Chowdhury                                                | 1969           |
| Cercospora rajendrella                | Mall & Ajay Kumar                                           | 2013           |
| Cercospora raphiae                    | Deighton                                                    | 1986           |
| Cercospora rautensis                  | C. Massal.                                                  | 1909           |
| Cercospora rejouae                    | Thirum. & Govindu                                           | 1953           |
| Cercospora resedae                    | Fuckel                                                      | 1866           |
| Cercospora rhagadioli                 | Bubák                                                       | 1906           |
| Cercospora rhamni                     | Fuckel                                                      | 1865           |
| Cercospora rhizophorae                | Creager                                                     | 1963           |
| Cercospora rhynchophora               | Y. Meswaet, Mangelsdorff, Yorou & M. Piepenbr.              | 2021           |
| Cercospora rhynchosiae                | Pavgi & U.P. Singh                                          | 1964           |
| Cercospora rhynchosiae-minimae        | Thirum. & Govindu                                           | 1953           |
| Cercospora ribis                      | Earle                                                       | 1898           |
| Cercospora ricinella                  | Sacc. & Berl.                                               | 1885           |
| Cercospora rigidipes                  | Munt.-Cvetk.                                                | 1960           |
| Cercospora riofranciscana             | Bat., J.L. Bezerra & Peres                                  | 1965           |
| Cercospora riveae                     | Rao & M.A. Salam                                            | 1960           |
| Cercospora rivinae                    | Chupp & J.A. Stev.                                          | 1954           |
| Cercospora rodmanii                   | Conway                                                      | 1976           |
| Cercospora rottboelliicola            | J.M. Yen                                                    | 1975           |
| Cercospora rottboelliigena            | Y.L. Guo & Y. Jiang                                         | 2000           |
| Cercospora roupalae                   | Bat. & Peres                                                | 1960           |
| Cercospora roxburghii                 | Purkay. & Mallik                                            | 1976           |
| Cercospora rubrotincta                | Ellis & Everh.                                              | 1887           |
| Cercospora ruellina                   | R.K. Chaudhary, S. Narayan, U.C. Upadhyay & G.P. Rao        | 1995           |
| Cercospora rumicis                    | Pavgi & U.P. Singh                                          | 1964           |
| Cercospora rumicis-obtusifolii        | U. Braun                                                    | 1993           |
| Cercospora rungiae                    | M.S. Patil                                                  | 1978           |
| Cercospora ruscicola                  | V.G. Rao & A.S. Patil                                       | 1972           |
| Cercospora ryukyuensis                | Tak. Kobay. & Y. Kawabe                                     | 1992           |
| Cercospora saccharini                 | Liberta & Boewe                                             | 1961           |
| Cercospora sagittariae                | Ellis & Kellerm.                                            | 1886           |
| Cercospora salicis-babylonicae        | J.M. Yen                                                    | 1966           |
| Cercospora samambaiae                 | Guatim., R.W. Barreto & Crous                               | 2016           |
| Cercospora sambucicola                | U. Braun                                                    | 2015           |
| Cercospora sancti-marini              | (Sacc.) Vassiljevsky                                        | 1937           |
| Cercospora sarachae                   | (Syd.) Chupp                                                | 1954           |
| Cercospora saudii                     | Mohammed                                                    | 1987           |
| Cercospora sauropodis                 | S.Q. Chen & P.K. Chi                                        | 1990           |
| Cercospora savulescui                 | Sandu                                                       | 1959           |
| Cercospora scaevolae                  | (Racib.) U. Braun                                           | 1992           |
| Cercospora scandens                   | Sacc. & G. Winter                                           | 1883           |
| Cercospora scharifii                  | Petr.                                                       | 1957           |
| Cercospora schefflericola             | P.G. Xi, P.K. Chi & Z.D. Jiang                              | 2003           |
| Cercospora sciadophila                | (Speg.) Chupp                                               | 1954           |
| Cercospora scopariae                  | Lacy & Thirum.                                              | 1951           |
| Cercospora scorzonerae                | (Höhn.) U. Braun                                            | 1993           |
| Cercospora scrophulariae              | (Moesz) Chupp                                               | 1954           |
| Cercospora scrophulariicola           | P.K. Chi                                                    | 1994           |
| Cercospora secalis                    | Chupp                                                       | 1954           |
| Cercospora sechii                     | J.A. Stev.                                                  | 1919           |
| Cercospora sechiicola                 | S. Narayan, Kharwar, R.K. Singh & Bhartiya                  | 1998           |
| Cercospora securinegicola             | Kamal                                                       | 2010           |
| Cercospora senecionis-grahamii        | Thirum. & Govindu                                           | 1963           |
| Cercospora senecionis-walkeri         | Phengs., Chukeat., McKenzie, K.D. Hyde & U. Braun           | 2012           |
| Cercospora sesami                     | Zimm.                                                       | 1904           |
| Cercospora sesamicola                 | Mohanty                                                     | 1958           |
| Cercospora sesamigena                 | J.M. Yen & Lim                                              | 1973           |
| Cercospora setariae                   | G.F. Atk.                                                   | 1892           |
| Cercospora shiheziensis               | B. Xu, J.G. Song & Z.D. Jiang                               | 2020           |
| Cercospora simaroubaciensis           | G.P. Agarwal & N.D. Sharma                                  | 1973           |
| Cercospora smilacigena                | U. Braun & Crous                                            | 2005           |
| Cercospora sojina                     | Hara                                                        | 1915           |
| Cercospora solani                     | Thüm.                                                       | 1880           |
| Cercospora solani-betacei             | B.W. Ferreira & R.W. Barreto                                | 2018           |
| Cercospora solanicola                 | G.F. Atk.                                                   | 1892           |
| Cercospora solanigena                 | Bhartiya, R. Dubey & S.K. Singh                             | 2000           |
| Cercospora solani-hirti               | R.E.D. Baker & W.T. Dale                                    | 1951           |
| Cercospora solani-melongenae          | Chupp                                                       | 1948           |
| Cercospora solani-nigri               | Chidd.                                                      | 1962           |
| Cercospora solani-tuberosi            | Thirum.                                                     | 1953           |
| Cercospora sonchi                     | Chupp                                                       | 1954           |
| Cercospora sonchifolia                | Chidd.                                                      | 1962           |
| Cercospora sophorae                   | T.S. Ramakr. & K. Ramakr.                                   | 1950           |
| Cercospora sorghi                     | Ellis & Everh.                                              | 1887           |
| Cercospora sorghicola                 | Bakhshi, Arzanlou, Babai-ahari, Crous & U. Braun            | 2014           |
| Cercospora spathulata                 | Liberato & McTaggart                                        | 2008           |
| Cercospora speculariae                | Ellis & Langl. ex Chupp                                     | 1954           |
| Cercospora spermacoces                | Thirum. & Govindu                                           | 1963           |
| Cercospora sphaeralceicola            | (Speg.) Chupp                                               | 1954           |
| Cercospora sphaeranthi                | M.S. Patil                                                  | 1976           |
| Cercospora sphenocleae                | Deighton                                                    | 1959           |
| Cercospora stachyuricola              | X.J. Liu & Y.L. Guo                                         | 1984           |
| Cercospora stahlianthi                | Z.D. Jiang & P.K. Chi                                       | 1994           |
| Cercospora stanleyae                  | Chupp ex U. Braun & Crous                                   | 2003           |
| Cercospora stephaniae                 | Sawada & Katsuki                                            | 1959           |
| Cercospora sterculiae                 | Lall & H.S. Gill                                            | 1963           |
| Cercospora stevensonii                | Chupp                                                       | 1954           |
| Cercospora stomatophila               | (Speg.) U. Braun                                            | 1994           |
| Cercospora strebli                    | M. Mandal                                                   | 1978           |
| Cercospora strigae                    | Nag Raj, Govindu & Thirum.                                  | 1971           |
| Cercospora strobilanthis              | Chidd.                                                      | 1962           |
| Cercospora styracicola                | X.J. Liu & Y.L. Guo                                         | 1984           |
| Cercospora subhyalina                 | H.D. Shin & U. Braun                                        | 1995           |
| Cercospora syngoniicola               | U. Braun & Urtiaga                                          | 2013           |
| Cercospora tabebuiae-impetiginosae    | Inácio & Dianese                                            | 1998           |
| Cercospora taccae                     | (Syd. & P. Syd.) Chupp                                      | 1954           |
| Cercospora tagetea                    | Cif.                                                        | 1954           |
| Cercospora tagetis-erectae            | Thirum. & Govindu                                           | 1957           |
| Cercospora tamarindi                  | S.N. Khan, B.M. Misra & Rehill                              | 1988           |
| Cercospora tarrii                     | Deighton                                                    | 1959           |
| Cercospora tecta                      | Vaghefi, S.J. Pethybridge & R.G. Shivas                     | 2021           |
| Cercospora tectonigena                | Kamal & V.K. Pal                                            | 2010           |
| Cercospora tentaculifera              | Y. Meswaet, Mangelsdorff, Yorou & M. Piepenbr.              | 2021           |
| Cercospora tephrosiicola              | Narayan, Kharwar & R.K. Singh                               | 2001           |
| Cercospora teramnicola                | Ragunathan & K. Ramakr.                                     | 1965           |
| Cercospora tetracerae                 | Bat., J.L. Bezerra & Cavalc.                                | 1964           |
| Cercospora tetrastigmatis             | Pandotra & Ganguly                                          | 1964           |
| Cercospora tezpurensis                | Meghvansi, M.H. Khan & V. Veer                              | 2013           |
| Cercospora thalictricola              | Miura                                                       | 1962           |
| Cercospora thirumalachariana          | Pavgi & H.P. Upadhyay                                       | 1966           |
| Cercospora thirumalacharii            | Chidd.                                                      | 1962           |
| Cercospora thunbergiana               | J.M. Yen                                                    | 1965           |
| Cercospora thunbergiigena             | U. Braun                                                    | 2015           |
| Cercospora tithoniicola               | J.M. Yen                                                    | 1966           |
| Cercospora torilidis                  | Chupp                                                       | 1954           |
| Cercospora trachyspermi               | Golovin                                                     | 1950           |
| Cercospora tragiae-folii              | A.K. Kar & M. Mandal                                        | 1974           |
| Cercospora tragiicola                 | U. Braun, D.F. Farr & Minnis                                | 2009           |
| Cercospora trapae                     | Thirum. & Govindu                                           | 1954           |
| Cercospora trapae-bispinosae          | Govindu & Thirum.                                           | 1957           |
| Cercospora traversoana                | Sacc.                                                       | 1904           |
| Cercospora trematis-orientalicola     | R.K. Srivast., A.K. Srivast. & Kamal                        | 1995           |
| Cercospora trewiae                    | A.K. Kar & M. Mandal                                        | 1969           |
| Cercospora trianthematis              | Chidd.                                                      | 1962           |
| Cercospora tricholepidis              | M.S. Patil                                                  | 1976           |
| Cercospora tridacicola                | Pavgi & U.P. Singh                                          | 1964           |
| Cercospora tridacis-procumbentis      | Thirum. & Govindu                                           | 1953           |
| Cercospora triumfettae-rhomboideae    | R.K. Srivast., Narayan & N. Kumari                          | 2001           |
| Cercospora triumfetticola             | Munjal, Lall & Chona                                        | 1960           |
| Cercospora tussilaginis               | Y.L. Guo & Y. Jiang                                         | 2002           |
| Cercospora tylophorae                 | T.S. Ramakr. & K. Ramakr.                                   | 1950           |
| Cercospora tylophorina                | P.N. Rao                                                    | 1962           |
| Cercospora typhae                     | N.P. Golovina                                               | 1964           |
| Cercospora typhoidis                  | N.D. Sharma & A.C. Jain                                     | 1967           |
| Cercospora typhonii                   | Munjal, Lall & Chona                                        | 1961           |
| Cercospora udaipurensis               | Prasad, R.D. Singh & G.C. Bhatn.                            | 1961           |
| Cercospora ulmicola                   | Chupp                                                       | 1954           |
| Cercospora uredinophila               | (Sacc.) Deighton                                            | 1969           |
| Cercospora uwebrauniana               | M. Bakhshi & Crous                                          | 2018           |
| Cercospora vangueriae                 | S. Chowdhury                                                | 1957           |
| Cercospora varanasiana                | Pavgi & U.P. Singh                                          | 1964           |
| Cercospora verbesinicola              | U. Braun, Delhey & Kiehr                                    | 2001           |
| Cercospora vernoniicola               | J.M. Yen                                                    | 1974           |
| Cercospora vicoae                     | Syd.                                                        | 1929           |
| Cercospora vignae-subterraneae        | Y. Meswaet, Mangelsdorff, Yorou & M. Piepenbr.              | 2021           |
| Cercospora vignae-vexillatae          | R.E.D. Baker & W.T. Dale                                    | 1951           |
| Cercospora vignigena                  | C. Nakash., Crous, U. Braun & H.D. Shin                     | 2012           |
| Cercospora violae                     | Sacc.                                                       | 1876           |
| Cercospora vochysiae                  | Bat. & Peres                                                | 1964           |
| Cercospora volkameriae                | Speg.                                                       | 1908           |
| Cercospora wagateae                   | Thirum. & Govindu                                           | 1963           |
| Cercospora waltheriae-indicae         | J.M. Yen & Gilles                                           | 1970           |
| Cercospora wedeliae-glaucae           | U. Braun, Delhey & Kiehr                                    | 2001           |
| Cercospora wedeliicola                | A.K. Kar & M. Mandal                                        | 1970           |
| Cercospora weigelae-japonicae         | Y.L. Guo & Y. Jiang                                         | 2000           |
| Cercospora wendlandiae                | T.S. Ramakr. & Sundaram                                     | 1953           |
| Cercospora xanthii-strumarii          | Bhartiya, A.N. Singh bis, N. Kumari & P.N. Singh            | 1998           |
| Cercospora xanthosomatis              | Gonz. Frag. & Cif.                                          | 1928           |
| Cercospora zeae-maydis                | Tehon & E.Y. Daniels                                        | 1925           |
| Cercospora zebrina                    | Pass.                                                       | 1877           |
| Cercospora zeina                      | Crous & U. Braun                                            | 2006           |
| Cercospora zeyherifolii               | Bat. & Peres                                                | 1960           |
| Cercospora zingibericola              | A.K. Kar & M. Mandal                                        | 1969           |
| Cercospora zingiberis                 | Togashi & Katsuki                                           | 1952           |
| Cercospora zinniae                    | Ellis & G. Martin                                           | 1885           |
| Cercospora zinniicola                 | A. Pande                                                    | 1976           |
| Cercospora zizaniae                   | Thirum. & Govindu                                           | 1953           |
| Cercospora ziziphigena                | Li Xu & Y.L. Guo                                            | 2003           |
| Cercospora zonata                     | G. Winter                                                   | 1884           |
| Cercospora zorniicola                 | Y. Meswaet, Mangelsdorff, Yorou & M. Piepenbr.              | 2021           |